# Seza Kutlar Aksoy
Hatice Seza Kutlar Aksoy (conocida también como Seza (Kutlar) Aksoy, Gaziantep, 15 de febrero de 1945) es una escritora de literatura infantil turca. Es la hermana menor del escritor Onat Kutlar.

## Biografía
Realizó sus estudios secundarios en el İstanbul Kız Lisesin desde donde egresó en 1963; posteriormente ingresó como estudiante del Departamento de Lengua y Literatura Inglesa en la Universidad de Estambul, sin graduarse. Entre 1968 y 1970 trabajó en la Oficina de Traducciones de la Organización Estatal de Planificación, mudándose posteriormente a Estambul. Está casada y tiene dos hijos.
Está activa desde la década de 1980 escribiendo novelas e historias para niños y jóvenes; su primera novela para niños Arsa se publicó en 1981. Es miembro de la sección turca de PEN Internacional, TYS (Unión de Escritores Turcos) y miembro de la junta administrativa de la Asociación Turca de Publicaciones para Niños y Jóvenes. En 2011, fue nominada como la candidata para el Premio Memorial Astrid Lindgren representando a su país, el premio de literatura infantil y juvenil más importante del mundo, y el segundo premio de literatura más importante del mundo.
Las historias de Seza Kutlar Aksoy han sido publicadas en revistas de literatura infantil, incluyendo Redmouse y Milliyet Kids. Su radioteatro Memo’nun Serüvenleri fue transmitida por TRT Turkey's Voice (Türkiye Radyo Televizyon Kurumu) en diez capítulos. Una de sus historias, Bluebird, fue adaptada y puesta en escena por Tiyatroom Group. Aksoy lleva a cabo sesiones literarias regulares de lectura con niños en escuelas de su país, leyendo cuentos y dramatizando historias.

### Preescolar
- Uyku Ağacı, Kök yay. (resimleyen: Umit Ogmel)
- Nil Soru Soruyor, Mavibulut yay. (resimleyen: Umit Ogmel)
- Noktacık, Tudem yay. (resimleyen: Saadet Ceylan)
- Yolculuk, Tudem yay. (resimleyen:Serap Deliorman)

### Escuela primaria
- Arsa (novela), Oda yay.
- Büyülü Bahçe, (cuentos), YKY, Pencere-sey
- Küçük Prenses ve Kardelen, (cuentos), YKY, Pencere- sey, Tudem Yayınları
- Tomurcuk ve Pembe Kedi, (novela), Morpa yay.,Tudem Yayınları (ilustrado por Ferit Avci)
- Tomurcuk ve Pembe Kedi Altın Peşinde, (novela), Tudem Yayınları Grubu (ilustrado por Ferit Avci)
- Güneşe Köprü, (cuentos), Tudem Yayınları
- Akıllı Anka, (novela), Pencere-sey yay.
- Nun Gelince, (novela), Pencere-sey yay, Tudem Yayınları
- Güvercin’in Saati, (novela), Pencere-sey yay.
- Şişko Patates, (novela), Can (resimleyen:Ferit Avci)
- Başodanın Gizemi, (novela), TMMOB Mimarlar Odası Ankara Şubesi Yay (ilustrado por Tan Oral)
- Şeker Kız ve Büyülü Elma, (novela), Can
- Çevrimiçinde Şerafettin, (novela), Can

### Juvenil
- Aşk Kalır, (novela), Tarih Vakfı Yayını, Tudem

## Premios
- 1990: Competencia Sıtkı Dost Çocuk Öyküleri, mención honorífica
- 1992: Gran Premio Kırmızı Fare por Büyülü Bahçe
- 2007: Gran Premio del concurso literario Tudem por Noktacık (ilustrado por Saadet Ceylan)
- 2009: Gran Premio concurso de novelas TMMOB 'Kentimi Okuyorum' por Başodanın Gizemi (ilustrado por Tan Oral)
- 2011: Candidato por Turquía para el Premio Memorial Astrid Lindgren.